# Кубок Білорусі з футболу 1995—1996
Кубок Білорусі з футболу 1995–1996 — 5-й розіграш кубкового футбольного турніру в Білорусі. Титул вперше здобув МПКЦ.

## Календар
| Раунд       | Дата                            | Матчі | Клуби   |
| ----------- | ------------------------------- | ----- | ------- |
| 1/16 фіналу | 4-6 серпня 1995                 | 16    | 32 → 16 |
| 1/8 фіналу  | 31 серпня - 1 вересня 1995      | 8     | 16 → 8  |
| 1/4 фіналу  | 22 жовтня 1995 - 28 квітня 1996 | 4     | 8 → 4   |
| 1/2 фіналу  | 9 травня 1996                   | 2     | 4 → 2   |
| Фінал       | 17 травня 1996                  | 1     | 2 → 1   |

## 1/16 фіналу
| Команда 1                      | Рахунок      | Команда 2           |
| ------------------------------ | ------------ | ------------------- |
| 4 серпня 1995                  |              |                     |
| Комунальник (Пінськ) (2)       | 0:4          | Динамо (Мінськ)     |
| 5 серпня 1995                  |              |                     |
| Фомальгаут (Борисов) (2)       | 0:0 пен. 6:5 | Німан               |
| Кімовець (Вітебськ) (2)        | 0:3          | Динамо-93 (Мінськ)  |
| Брестбитхім (Кобрин) (2)       | 2:4          | Молодечно           |
| Трансмаш (Могильов) (2)        | 0:1          | Динамо (Берестя)    |
| Хімік (Світлогорськ) (2)       | 4:1          | Торпедо (Мінськ)    |
| Гомель (2)                     | 2:1          | Двіна (Вітебськ)    |
| Кардан-Флаєрс (2)              | 6:2          | Взуттєвик (Ліда)    |
| Нафтан-Девон (2)               | 1:3          | Атака-Аура (Мінськ) |
| Динамо-Юні (Мінськ) (2)        | 4:2          | Шинник (Бобруйськ)  |
| КПФ (Слонім) (2)               | 3:0          | Ведрич (Річиця)     |
| Торпедо (Жодино) (2)           | 1:8          | МПКЦ                |
| Граніт (Мікашевичі) (3)        | 1:6          | Дніпро (Могильов)   |
| Будівельник (Старі Дороги) (2) | 0:3          | Торпедо (Могильов)  |
| 6 серпня 1995                  |              |                     |
| Локомотив (Вітебськ) (2)       | 0:1          | Шахтар (Солігорськ) |
| Хімволокно (Гродно) (2)        | +:-          | Бобруйськ           |

## 1/8 фіналу
| Команда 1           | Рахунок | Команда 2                |
| ------------------- | ------- | ------------------------ |
| 31 серпня 1995      |         |                          |
| Атака-Аура (Мінськ) | 2:0     | Динамо-Юні (Мінськ) (2)  |
| 1 вересня 1995      |         |                          |
| МПКЦ                | 2:1     | Дніпро (Могильов)        |
| Динамо (Мінськ)     | 4:0     | Хімік (Світлогорськ) (2) |
| Динамо-93 (Мінськ)  | 7:1     | Хімволокно (Гродно) (2)  |
| Динамо (Берестя)    | 1:4     | Молодечно                |
| Торпедо (Могильов)  | 0:1     | Гомель (2)               |
| Шахтар (Солігорськ) | 2:1     | Кардан-Флаєрс (2)        |
| КПФ (Слонім) (2)    | 1:4     | Фомальгаут (Борисов) (2) |

## 1/4 фіналу
| Команда 1           | Рахунок | Команда 2                |
| ------------------- | ------- | ------------------------ |
| 22 жовтня 1995      |         |                          |
| Молодечно           | 0:1     | Динамо-93 (Мінськ)       |
| Шахтар (Солігорськ) | 2:3     | МПКЦ                     |
| 3 листопада 1995    |         |                          |
| Гомель (2)          | 0:4     | Атака-Аура (Мінськ)      |
| 28 квітня 1996      |         |                          |
| Динамо (Мінськ)     | 3:1     | Фомальгаут (Борисов) (2) |

## 1/2 фіналу
| Команда 1          | Рахунок | Команда 2           |
| ------------------ | ------- | ------------------- |
| 9 травня 1996      |         |                     |
| Динамо-93 (Мінськ) | 0:4     | Динамо (Мінськ)     |
| МПКЦ               | 5:4     | Атака-Аура (Мінськ) |

## Фінал
| 17 травня 1996 |

| Динамо (Мінськ) | 1:4      | МПКЦ                                        |
| --------------- | -------- | ------------------------------------------- |
| Чернявський 65' | Протокол | Ромащенко 43' Яромко 44', 79' Коновалов 89' |

| Стадіон «Динамо», Мінськ Глядачів: 7 600 Арбітр: Євген Сережкін |